# Iron Monger
Iron Monger —o Quincallero en España— fue una identidad usada por varios supervillanos ficticios que aparecen en los cómics estadounidenses publicados por Marvel Comics. El primer personaje en usar el alias es Obadiah Stane, quien apareció por primera vez en Iron-Man # 163 (octubre de 1982). La armadura Iron Monger apareció por primera vez en Iron Man # 200 (noviembre de 1985).
Obadiah Stane hizo su debut el Universo Cinematográfico de Marvel, interpretado por Jeff Bridges para Iron Man (2008) y será el primer villano del Hombre de Hierro y vuelve a intepretarlo por última vez para Spider-Man: lejos de casa (2019) en su cameo por los recuerdos y las palabras de Mysterio (a través de las imágenes del archivo) y con la voz de Kiff VandenHeuvel en la serie animada What If...? (2021).

## Historia de publicación
Creado por el escritor Dennis O'Neil y el artista Luke McDonnell, el primer personaje que se usa es el alias Obadiah Stane, quien debutó en Iron Man # 163 (octubre de 1982). La armadura original de Iron Monger que usa Stane hace su primera aparición en Iron Man # 200 (noviembre de 1985), creada por el escritor Dennis O'Neil y el artista Mark Bright.

## Biografía ficticia del personaje

### Obadiah Stane
Cuando era niño, el padre de Obadiah, Zebediah Stane, era un degenerado jugador y la madre de Obadiah murió de causas desconocidas. Un día, su padre, quien se consideraba un "golpe de suerte", jugó un juego de ruleta rusa y se pegó un tiro en la cabeza. Este trauma causó que Obadiah perdiese todo su pelo rubio y se quede calvo y quedara así en los próximos años. A partir de ahí, Obadiah Stane fue un manipulador implacable, que estudió a sus adversarios para encontrar puntos débiles a explotar. Stane disfruta del ajedrez, y vive su vida con el mismo tipo de lógica metódica que utiliza en el juego. Además, él es un creyente fuerte en el uso de la manipulación mental a su favor. Por ejemplo, en una partida de ajedrez infantil en contra de otro niño cuya habilidad al menos era igualada a la suya, mató al perro del chico para que el otro se distraiga del juego.
En la edad adulta, como financiero rico, Obadiah Stane se convierte en el presidente y CEO de su propia compañía (Stane Internacional) como un traficante de municiones. También entra en negocios con Howard Stark. Después de que Stark y su mujer murieran en un accidente de coche, Stane vuelve su mirada en la adquisición de control de la Stark International, la corporación industrial en la que había trabajado, ahora propiedad de Tony Stark (el hijo de Howard Stark). Stane tiene sus agentes, los Chessmen, ataca Industrias Stark y asalta a James Rhodes, (el confidente de Tony). También se enfrenta a Tony Stark en persona. Stane también establece a Indries Moomji como la amante de Stark, sin saber Stark que Moomji es realmente la reina de las piezas de ajedrez. Mientras tanto, Stane y sus compañeros conspiran para bloquear a Stark Internacional de negocios diferentes. Stark eventualmente se entera de que Stane es el cerebro detrás de estos ataques, pero es incapaz de enfrentarse a él. Los asaltos a Stark, su negocio, y su amigo empujan a Stark hasta el borde, y recae catastróficamente en el alcoholismo. Con la ayuda de S.H.I.E.L.D., Stane compra Stark Internacional, que luego cambia el nombre de Stane Internacional. Stark, después de haber caído del carro, renuncia su armadura a Jim Rhodes y desaparece para ser un vagabundo sin hogar. Rhodes se convierte en el nuevo Iron Man, ignorando las demandas de Stane de renunciar a su armadura. Rhodes, como el nuevo Iron Man, a la larga frustra a Stane en su intento de hacerse cargo de los trajes de batalla de Iron Man.
Stane procede a fabricar y suministrar de municiones y armas a S.H.I.E.L.D. y otros que pueden pagar por ellos. Cuando Tony Stark se fue, dejó atrás notas e información sobre la armadura de Iron Man. Estas notas son incompletas y difíciles de analizar, pero Stane asigna un equipo de científicos para descifrarlas, creando la armadura de Iron Monger que, según Stane, es "muy superior a la armadura Iron Man de Stark". Incluso considera venderlas al mejor postor o crear un ejército de Iron Monger, usándolos para "hacerse cargo de cualquier país que quería".
Stane asigna a la Termita a sabotear otro rival de negocios. También forma una alianza con Madame Máscara.
Mientras vivía en las calles, Stark se hace amigo de una mujer embarazada sin hogar, Gertl Anders, quién muere en el parto, y promete proteger al niño, lo que ayuda a Stark a superar el alcoholismo para enfrentar a Stane. Stark se recupera, uniéndose a Rhodes y los gemelos Erwin (Morley y Clytemnestra) para comenzar una nueva compañía en Silicon Valley, que luego se denomina Circuits Maximus. Stark construye una nueva armadura prototipo, parecida a su traje gris original, para probar nuevos diseños; Stark termina usando la armadura para detener a Rhodes fuera de control, y luego para ayudar a los Vengadores de la Costa Oeste contra el Doctor Demonicus, mientras usas las instalaciones de los Vengadores para construir la avanzada armadura del Centurión Plateado. 
Al darse cuenta de que Stark es una vez más una amenaza potencial, Stane ordena el secuestro de Bethany Cabe y planea un ataque para eliminar a Iron Man que Stane cree que actualmente es Rhodes o uno de los Erwins. Envía un dron de ataque conocido como el Circuits Breaker para destruir a Iron Man que tanto Rhodes como Stark son capaces de derrotar. Stane planea más contra Stark cambiando las mentes de Madame Máscara y Cabe, y secuestrando a los viejos amigos de Stark (Happy Hogan, Pepper Potts y Bambia Arbogast). Stane finalmente detona una bomba colocada dentro de la cúpula de Circuits Maximus, matando a Morley mientras hiere a Rhodes y Clytemnestra.
Cuando Cly se enfrenta a Stark en el hospital, Tony se enfrenta directamente a Stane; Iron Man recoge el Centurión Plateado recién completado y vuela a Long Island. Iron Man se enfrenta a Stane en la propiedad de Stane International y derrota a los agentes de Stane, incluidos los Ajedrez que han demostrado ser compatibles con la armadura anterior de Iron Man. Stane se pone la armadura de Iron Monger y se enfrenta a Iron Man personalmente. El Iron Monger es más poderoso que la armadura anterior de Iron Man, pero no el modelo Centurión Plateado, que incluye características como la capacidad de absorber el calor de los rayos térmicos y el canal del Iron Monger en los propios suministros de energía de la armadura. Stane intenta derrotar a Iron Man engañándolo para que entre en una habitación donde los amigos de Stark (Happy, Pepper y Sra. Arbogast) están retenidos en tanques de animación suspendidos. Las paredes de la habitación están cubiertas con células fotoeléctricas que enviarán 200,000 voltios a sus cuerpos si Iron Man se mueve. Iron Man usa los sensores de su armadura para encontrar la fuente de energía de la trampa de Stane, y la destruye con el arma de una viga de su placa de pecho.
Con los amigos de Stark liberados, Iron Man se enfrenta a Stane y el villano se entera de que incluso en la armadura de Iron Monger, no es rival para Stark. Finalmente, Stane usa su última carta: el hijo pequeño de Gertl Anders a quien Stane había secuestrado de un orfanato. Stane le dice a Iron Man que se quite el casco o él aplastará al bebé. Habiendo detectado frecuencias de interferencia en los sistemas de blindaje durante la batalla, Iron Man deduce que Stane no tiene la experiencia suficiente para pilotar la armadura de Iron Monger sin ayuda a través de una computadora externa. Los impulsos del pulso de la armadura de Iron Man destruyen el edificio que contiene esa computadora, lo que hace que la armadura Iron Monger de Stane se agarre. Stane (negándose a ser arrestado y humillado) dispara su rayo de rayo repulsor en su cabeza, desintegrando su cráneo.
Cuando Stark comenzara de nuevo con la nueva compañía Stark Enterprises, Justin Hammer tomaría el control de Stane International y continuaría con las prácticas comerciales poco éticas de Stane. Es solo cuando el mismo Stark se enfrenta a esas prácticas que aprenden sobre la participación de Hammer y las fuerzas para vender la compañía a Stark.
Stane también fue un conocido de Sonny Burch en un momento dado.
Durante la historia de Dark Reign, Obadiah Stane en su armadura de Iron Monger fue elegido como miembro del jurado de Plutón de los condenados para decidir el destino de Zeus. Cuando el poder del señor Hades se deshizo, fue Iron Monger que puso el primer golpe sobre él, acompañado por el efecto de sonido 'SHTAAANNE'.
Durante Chaos War, Obadiah Stane es uno de los personajes muertos en el mundo subterráneo que Plutón libera con el fin de defender los infiernos de Amatsu-Mikaboshi.

### Otras versiones
El industrial Simon Steele construye otra armadura de Iron Monger, y tiene un empleado que la usa en la batalla contra Dominic Fortune.
Después de la muerte de Stane, el Gobierno de los Estados Unidos obtuvo la armadura original de Iron Monger. El general Lewis Haywerth tiene uno de los miembros de la Guardia que usa para probar las habilidades de combate de las habilidades de combate del U.S. Agent.
Joey Cosmatos fue el antiguo compañero de clase de Tony Stark que construye una tercera versión del traje de Iron Monger a partir de los planes de Obadiah. Este traje es usado por el criminal Slagmire, un agente del inframundo, el Sr. Desmond.
Más tarde, Cráneo Rojo hace que uno de sus propios agentes use una armadura de Iron Monger en un intento de asesinato contra Viper, pero el portador del traje aparentemente es asesinado por los hombres de Viper.
Un grupo de oficiales renegados del Departamento de Policía de Nueva York que se llaman a sí mismos 'la Camarilla' encargan a Stane International que diseñen un traje de combate que usan para cazar y matar a criminales como su propio agente personal Castigador. Varios miembros de la Camarilla visten la resultante armadura Acero Salvaje en diferentes momentos, entrando en conflicto con Iron Man y Darkhawk.

### Zeke Stane
Ezequiel "Zeke" Stane es el hijo de Obadiah Stane que tendría una venganza contra Tony Stark en nombre de su padre. El hijo de Obadiah adapta gradualmente su cuerpo para ser un cyborg en la medida en que regenera las lesiones muy rápidamente, ya no necesita respirar, y genera al menos tanta energía como la armadura de Iron Man. Él construye un exoesqueleto especial para ayudarlo a lidiar con el exceso de calor (y convertirse en más energía utilizable).

## Poderes y habilidades

### Obadiah Stane
Obadiah Stane fue un genio con un MBA. Era un maestro de la guerra psicológica, un astuto estratega de negocios y un campeón de ajedrez. Sin embargo, tenía un clásico complejo narcisista; Su ego era su mayor vulnerabilidad.
Como Iron Monger, Stane también usó el Circuits Breaker, un arma robótica voladora que dispara misiles aire-superficie. También usó un dispositivo creado por el Dr. Theron Atlanta para intercambiar la conciencia de dos sujetos humanos.
La armadura Iron Monger, fabricada por Stane International y cuyo nombre en código es IM Mark Uno, es un traje de batalla blindado de "acero omnium" (una aleación ficticia), que contiene varios armamentos ofensivos que incluyen un exoesqueleto con motor que amplifica la fuerza del usuario y repele los rayos. disparado desde los guanteletes, y un intenso rayo láser alojado en la unidad de cofre del traje de batalla. El traje le brinda al usuario la capacidad de vuelo subsónico, gracias a los chorros de arranque de turbina que funcionan magnéticamente. Dado que la armadura Iron Monger se basaba en una versión modificada del diseño de Iron Man de Tony Stark, las habilidades de la armadura son muy similares a la armadura original roja y dorada, pero con mayor poder. Los repulsores eran más poderosos y la armadura también era más grande que la armadura de Iron Man. Probablemente fue proporcionalmente más fuerte también.

## Otras versiones

### Ultimate Marvel
La versión original de Ultimate Marvel de Obadiah Stane se muestra como el hijo joven de Loni Stane y Zebediah Stane. Durante una visita a la cárcel, su madre se divorcia de su padre mientras él recibe la otra mitad. La historia luego avanza rápidamente hasta que Obadiah está inscrito en una escuela especial a petición personal de su madre. Poco después de su llegada, Obadiah asesina a un par de estudiantes (Link y Dodge) y lo hace parecer un accidente que endurece la decisión de Tony Stark de mejorar su armadura de Iron Man y castigar a Obadiah. Más tarde, Obadiah visita a Howard Stark en la cárcel y los guardias intentan asesinarlo pero fallaron. Obadiah revela que está trabajando con Dolores y Dolores convenció a Obadiah de que intentara asesinar a Howard. Obadiah droga a un guardia de la prisión con una bio-droga "hipnotizante", y el guardia intenta matar a Howard. Él falla, pero Howard recibe un disparo en el proceso y está en la UCI y Tony envía a uno de sus "robots" para proteger a su padre en el hospital. Tony (en su armadura de Iron Man) va a la casa de Obadiah y lo enfrenta al preparar a Howard y enviarlo a prisión por el asesinato de Zebediah. Obadiah dice que todo fue idea de Dolores, y establece una reunión con Dolores y Tony. Obadiah también se da cuenta de que la armadura no es un robot, un hecho que comparte con Dolores antes de reunirse con Tony.
Dolores y Tony hacen un trato. Dolores le dará a Tony la información sobre los terroristas con armas nucleares que planean bombardear la ciudad, y Tony le dará a Dolores uno de sus "robots". Tony, sabiendo que Dolores sabe que usa la armadura, personalmente decide engañarlo y en realidad traer un traje de Iron Man que se controla a distancia. Dolores y Tony se reúnen en un avión juntos, tomándose como rehenes mientras sus amigos se confirman el final del trato. Dolores es escéptica porque el robot no camina sin problemas y es torpe, y Tony es escéptico porque los federales encontraron un arma nuclear pero no terroristas, y el trato para los terroristas. Los hombres de Dolores planean matar a los agentes federales que les entregaron el robot, pero Rhodes aparece para salvarlos.
Tony luego se da cuenta de que Dolores ya no está en el avión, y al entrar en la cabina, ve otra bomba nuclear. Él no puede desactivarlo, porque entonces una bomba separada estallará, destruyendo el arma nuclear y el avión. Máquina de Guerra va a la mansión de Dolores, solo para encontrarlo muerto. Alguien piquero atrapó su piano, y explotó en su cara mientras jugaba. Tony vuela el avión lo suficientemente bajo como para que Obadiah pueda saltar al agua. Luego consigue que sus nanobots desarmen el arma nuclear y disparan la bomba más pequeña mientras intenta saltar del avión. Se dan cuenta de que otro traficante de armas fue a matar a todos (Dolores, Obadiah y Tony).
Mientras tanto, Howard está lo suficientemente recuperado para ir a la cárcel, pero los guardias enviados para escoltarlo no fueron enviados por el Departamento de Policía. Howard los combate y se escapa. Tony se reúne con él y le dice que cree que fue Loni quien es el cerebro detrás de la escena que intenta matarlos. Tony, James Rhodes, Nifara, Howard y Obadiah partieron a Utah para encontrar a Loni. Llegan y su helicóptero explota, hiriendo a Rhodes. Obadiah se cae de un precipicio, pero Iron Man lo atrapa cuando los terroristas llegan a la escena. Iron Man huye, pero los sigue mientras llevan a Abdías a su madre, Loni, y su escondite. Iron Man irrumpe en el complejo y Loni lo inunda con gas venenoso tratando de matarlo, abandonando a Obadiah. Después de que Tony golpea a Loni y atiende a Howard, Obadiah (enojado porque su madre lo abandonó por haber muerto con el gas venenoso) entra a la habitación y la mata. Sin embargo, decide no atacar a Tony, afirmando que había salvado su vida varias veces y que ahora están al par. Todos ellos son recogidos por los federales y se van a casa.
En el último universo de Ultimate, el cerebro de Ultimate Comics: Armor Wars, fue Howard Stark  Sr., el abuelo de Tony Stark que está en una armadura humana / máquina que se asemeja a la armadura Iron Monger con algunos elementos de Hombre de Titanio.

### Ultimate Marvel 2024
Obadiah Stane fue un antiguo amigo y socio comercial de Howard Stark. Juntos fundaron Stane/Stark Industries, una poderosa corporación que controlaba la región geopolítica conocida como la Unión Norteamericana. 
Esta camarilla orquestó los conflictos y alianzas entre sus territorios para unir a sus poblaciones. Bajo el liderazgo del imperator del mundo, el Hacedor, el consejo funcionó basándose en la creencia compartida de que una paz genuina y duradera era inalcanzable. Stane frecuentemente le ofrecía a Howard que le contara la verdad, pero Stark permaneció deliberadamente ignorante debido a su naturaleza reservada. Howard eventualmente aceptaría participar en una convergencia de líderes mundiales en Latveria, el hogar del Hacedor. Esta reunión fue interrumpida por un ejército de súper soldados enviados desde el futuro por el adversario del Creador, el guerrero que viaja en el tiempo Kang. Obadiah se vistió con un traje de batalla para enfrentarse a los atacantes, pero su armadura sufrió una brecha crítica durante la escaramuza y explotó.

## En otros medios

### Televisión
Obadiah Stane aparece en Iron Man: Armored Adventures con la voz de Mackenzie Gray. En esta versión de la primera temporada, es uno de los asociados de Howard Stark. A diferencia de Howard y en su ausencia, Obadiah quiere utilizar la empresa Stark Internacional para crear armas con el fin de obtener más ganancias sin tener en cuenta las muertes que causará y creará el prototipo Iron Monger. También se presenta como el padre de Whitney Stane, versión de Madame Máscara de la serie. En la segunda temporada, es despedido del CEO de Stark Internacional al ser delatado por Tony Stark, al descubrir sus delitos con El Fantasma, y usa la armadura Iron Monger en venganza contra Tony al descubrir que es Iron Man, cuando se enfrenta a Justin Hammer como Hombre de Titanio, pero luego es derrotado y puesto en coma, antes de que su hija quiera venganza en "Iron Monger Vive".

### Cine
- Obadiah Stane aparece en la película de animé Iron Man: Rise of Technovore, con la voz de J.B. Blanc. Él es visto en un flashback que involucra a su hijo Zeke Stane.

### Universo cinematográfico de Marvel
- Jeff Bridges interpreta a Obadiah Stane / Iron Monger en la película ambientada en el Universo cinematográfico de Marvel.
  - El personaje apareció por primera vez en la película de 2008, Iron Man. La película presenta a Stane como amigo y socio comercial de Howard Stark y mentor de Tony Stark. Motivado a obtener ganancias en el mercado de armas, vendiendo armas a los enemigos de Estados Unidos, Stane hizo los arreglos para que Stark fuera asesinado por los Diez Anillos, un grupo terrorista para tomar el control total de Industrias Stark. Pero cuando Stane se entera de la historia completa de la huida de Stark del grupo terrorista que inicialmente renunció al acuerdo, Stane obtiene los restos de la armadura de Mark I de Stark de los Diez Anillos proporcionados como una ofrenda de paz, antes de eliminar la fracción terrorista. Desde allí, Stane diseñó en secreto su armadura Iron Monger con el reactor de arco robado a Stark porque sus científicos no pueden replicar. Stane creía que las acciones recientes de Tony, como descontinuar la fabricación de armas, estaban llevando a Industrias Stark a arruinar y destruir el legado de Howard, dando a Stane más razones para eliminar a Stark. Con sus actividades criminales reveladas, Stane se pone la armadura de Iron Monger para atacar a Pepper Potts y varios agentes de S.H.I.E.L.D., antes de que pelee con Iron Man y muera cuando Stark lo tiene electrocutado por el reactor sobrecargado en Industrias Stark, lo que lo hace caer en el reactor, que explota. Según el agente de S.H.I.E.L.D., Phil Coulson, la muerte de Stane se considera un pasajero en un avión con ingeniería cuestionable. Después de que Disney comprara los derechos de Marvel, se ha confirmado que Jeff Bridges regresará en el papel de Stane en la nueva película Shang Chi y la Leyenda de los Diez Anillos que se estrenará en 2021.
  - Obadiah Stane aparece brevemente en la portada de la revista de Iván Vanko en Iron Man 2.[32]
  - Obadiah Stane hace un cameo en la película de 2019 Spider-Man: lejos de casa, donde se lo ve brevemente cuando William Ginter Riva, uno de los científicos de Obadiah en Iron Man que ahora trabaja como parte del equipo de Mysterio, recuerda en un flashback secuencia a sus nuevos compañeros de trabajo lo que lo llevó a abandonar Industrias Stark, y posteriormente se alineó con Quentin Beck en un intento de hacer de Beck el próximo defensor del mundo. Se utilizaron imágenes de archivo de Bridges desde Iron Man para su aparición en la película.[33]
  - Una versión alternativa de la línea de tiempo de Stane hace una aparición menor en la serie animada de Disney+ What If...?, episodio "¿Qué pasaría si... Killmonger rescatara a Tony Stark?", con la voz de Kiff VandenHeuvel.[34][35][36] Después de que Erik "Killmonger" Stevens rescata a Stark de los Diez Anillos, regresan a Industrias Stark y exponen públicamente la participación de Stane con los terroristas. Stane intenta escapar, solo para ser noqueado por Happy Hogan.

### Videojuegos
- Iron Monger aparece en el videojuego de 2008 Iron Man con la voz de Fred Tatasciore. Como en la película, él persistentemente se opone a la nueva decisión de Tony de no vender más armas. Sin embargo, a diferencia de la película, su resistencia a esta nueva estrategia va más allá del desarrollo de la armadura de Iron Monger, poniéndose en contacto con AIM para ofrecer sus servicios al ayudarles a desarrollar armas. Con la asistencia de Stane, A.I.M. es capaz de crear la armadura del Hombre de Titanio, pero su incapacidad para perfeccionar la fuente de energía significa que las armas se deben recargar periódicamente durante una pelea, y el Hombre de Titanio es, pues, derrotado por Iron Man. Con Tony distraído al tratar con AIM, Stane es capaz de completar la armadura de Iron Monger, posteriormente se enfrenta a Tony en una confrontación final antes de que él es aparentemente destruido por las sobrecargas del reactor arc.
- La versión de Iron Monger de Iron Man aparece como un personaje jugable en Lego Marvel Vengadores.

### Juguetes
- Tres figuras de Iron Monger aparecen en la línea inicial de juguetes de Iron Man de Hasbro, una de las cuales presenta una "cabina de apertura" que revela el carácter de Jeff Bridges en su interior. El segundo tiene una acción de puño sensacional, con menos luces rojas con precisión de película. La tercera figura ha sido repintada y lanzada para parecer más como la armadura azul de la versión cómica.[37][38] Un repintado modelo de Iron Monger de Fist Smash Attack llamado Battle Monger en los colores de Iron Man, es un modelo mejorado según su biografía.
- Una figura de Iron Monger, basada en su aparición en la película Iron Man, fue lanzada en la ola 21 de la línea de Marvel Minimates, y una versión dañada por la batalla fue lanzada como un minorista exclusivo.
- Una figura de Iron Monger basada en su aparición en la película fue lanzada en el paquete de 4 ataques de Iron Monger de la línea de Marvel Super Hero Squad, empaquetado con 2 figuras de Iron Man y una de Máquina de Guerra y Hombre de Titanio. La misma figura fue lanzada en el paquete de 4 Ataques de Dinamo Carmesí, empaquetado con 2 figuras de Iron Man y una de Máquina de Guerra. Una segunda figura, basada en su aparición en el cómic, fue lanzada en el paquete de Armadura de Guerras: Parte I, empaquetado con Iron Man y Máquina de Guerra.
- Se lanzaron 2 figuras de Iron Monger en la línea de conexión de la película de Iron Man 2 de 3.75 de Hasbro. Una figura basada en su aparición en la película Iron Man fue lanzada en la ola 1, y una figura basada en la armadura del cómic fue lanzada en la ola 4.
- Hot Toys, con sede en Hong Kong, lanzó una figura a escala 1: 6 de Iron Monger en su línea "Movie Masterpiece", con luces LED en el pecho, los brazos y la cabeza, un cohete retráctil montado en el hombro y piezas de vuelo opcionales para las piernas. El cofre se abre para revelar el torso y la cabeza de Obadiah Stane, con una imagen precisa del actor Jeff Bridges.

### Novelas y libros
En la novela Spider-Man: Venom's Wrath, una escena temprana presenta a Spider-Man confrontando a un adolescente llamado Daniel en un "exoesqueleto de queso" que se llama a sí mismo Iron Monger, y trata de robar un cine (un oficial de policía le dijo a Spider-Man que esta era la tercera vez que había intentado algo como esto). Spider-Man explica que "un vendedor de hierro es alguien que vende hierro, no alguien que lo usa. El último tipo que usó el nombre fue un industrial, por lo que le quedaba bien". El traje de Daniel incluye un arma láser que él llama "explosión de hidrogel", a pesar de que Spider-Man se da cuenta de que ese término no tiene sentido.